# Ribić Breg
Ribić Breg falu Horvátországban Varasd megyében. Közigazgatásilag Ivanechez tartozik.

## Fekvése
Varasdtól 18 km-re délnyugatra, községközpontjától 3 km-re északra a Bednja-folyó bal partján fekszik.

## Története
A falunak 1857-ben 79, 1910-ben 121 lakosa volt. 1920-ig Varasd vármegye Ivaneci járásához tartozott. 2001-ben 37 háztartása és 146 lakosa volt.

## Külső hivatkozások
- Ivanec város hivatalos oldala
- Az ivaneci turisztkai egyesület honlapja